# The Majesty Demos
The Majesty Demos je demouradak američkog progresivnog metal sastava Dream Theater. Originalni uradak ovog demoizdanja sastoji se od šest skladbi koje je sastav snimio pod svojim prvim imenom, Majesty. Svi su članovi sastava tada bili prilično mladi, većina njih tek je navršila 19 godina.  Skladbe su snimane 1985. i 1986. godine tijekom njihova boravka na sveučilištu Berklee. Samo je tisuću primjeraka bilo namijenjeno prodaji u formatu kasete. Inspiriran načinom na koji se sastav Metallice probio do vrha, bubnjar Mike Portnoy poslao je demouradak mnogim gitarističkim časopisima i izdavačkim kućama, nastojeći privući što veću pažnju sastavu.
Postava koja je snimila demouradak bila je: John Petrucci, John Myung, Kevin Moore i Mike Portnoy. Prvi pjevač sastava, Chris Collins priključio se sastavu kasnije, nakon što su ga članovi sastava čuli kako pjeva skladbu "Queen of the Reich" sastava Queensrÿche.
2003. godine izdavačka kuća Mikea Portnoya ponovno je izdala demouradak The Majesty Demos sa 17 dodatnih izvedbi, uključujući i sedam minijatura na gitari Johna Petruccija koje su on i Mike Portnoy snimili tijekom jedne noći 1986. godine (skladbe 11–17). To izdanje ujedno je poznato i kao "The Berklee Demos" i sveukupno ima 23 skladbe.

## Popis pjesama

### Originalno izdanje
| Br. | Skladba               | Tekstopisac   | Trajanje |
| --- | --------------------- | ------------- | -------- |
| 1.  | »Another Won«         | John Petrucci | 5:27     |
| 2.  | »Your Majesty«        | (nepoznat)    | 3:45     |
| 3.  | »A Vision«            | Kevin Moore   | 11:24    |
| 4.  | »Two Far«             | Moore         | 5:25     |
| 5.  | »Vital Star«          | Moore         | 5:44     |
| 6.  | »March of the Tyrant« | Petrucci      | 5:34     |

### YtseJam Records izdanje
| Br. | Skladba                                                   | Trajanje |
| --- | --------------------------------------------------------- | -------- |
| 1.  | »Particle E. Motion«                                      | 1:38     |
| 2.  | »Another Won (instrumental version)«                      | 5:26     |
| 3.  | »The Saurus«                                              | 1:23     |
| 4.  | »Cry for Freedom«                                         | 6:31     |
| 5.  | »The School Song«                                         | 6:12     |
| 6.  | »YYZ« (Rush)                                              | 4:03     |
| 7.  | »The Farandole« (Talas)                                   | 3:16     |
| 8.  | »Two Far (instrumental version)«                          | 5:40     |
| 9.  | »Anti-Procrastination Song« (Stormtroopers of Death)      | 0:13     |
| 10. | »Your Majesty (instrumental version)«                     | 3:56     |
| 11. | »Solar System Race Song«                                  | 0:17     |
| 12. | »I'm About to Faint Song«                                 | 0:09     |
| 13. | »Mosquitos in Harmony Song«                               | 0:12     |
| 14. | »John Thinks He's Randy Song«                             | 0:10     |
| 15. | »Mike Thinks He's Dee Dee Ramone Introducing a Song Song« | 0:16     |
| 16. | »John Thinks He's Yngwie Song«                            | 0:15     |
| 17. | »Gnos Sdrawkcab«                                          | 0:23     |
| 18. | »Another Won«                                             | 5:27     |
| 19. | »Your Majesty«                                            | 3:45     |
| 20. | »A Vision«                                                | 11:24    |
| 21. | »Two Far«                                                 | 5:25     |
| 22. | »Vital Star«                                              | 5:44     |
| 23. | »March of the Tyrant«                                     | 5:34     |

## Osoblje
Dream Theater
- Chris Collins – vokali (skladbe 18. – 23.)
- John Petrucci – gitara
- John Myung – bas-gitara
- Mike Portnoy – bubnjevi, klavijature (skladba 6.)
- Kevin Moore – klavijature (skladbe 18. – 23.)

## Vanjske poveznice
- Službene stranice sastava Dream Theater
- Službene stranice izdavačke kuće YtseJam Records – The Majesty Demos 1985-1986  Arhivirana inačica izvorne stranice od 18. travnja 2009. (Wayback Machine)